# Synagoge (Berne)

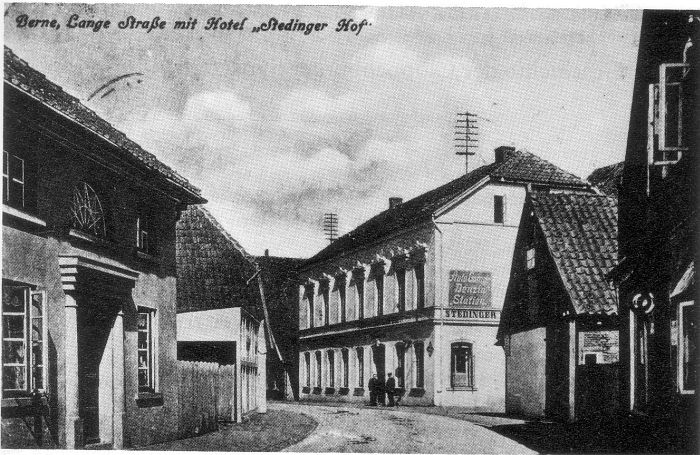
Ansichtskarte von Berne, Lange Straße mit Synagoge (links) und Hotel Stedinger Hof (Mitte)

Die Synagoge in Berne, einer Gemeinde im niedersächsischen Landkreis Wesermarsch, wurde 1839/40 errichtet. Die Synagoge befand sich in der Lange Straße 31.

## Geschichte
Im August 1840 wurde durch den Oldenburger Landesrabbiner Samson Raphael Hirsch die Synagoge eingeweiht. Die jüdische Gemeinde hatte für den Bau vom oldenburgischen Staat einen Zuschuss erhalten.
Im Jahr 1938 verkaufte der letzte Vorsteher der sich auflösenden jüdischen Gemeinde die Synagoge, denn Gottesdienste hatten hier bereits seit einigen Jahren nicht mehr stattgefunden. Mit dem Erlös konnten einige Berner Juden ihre Emigration nach Südafrika finanzieren.
Das Synagogengebäude blieb während der Novemberpogrome 1938 von der Zerstörung verschont. Von SA-Angehörigen wurde jedoch die Inneneinrichtung zerschlagen und verbrannt.
Das erhaltene Synagogengebäude wurde bei Umbauten stark verändert.